# District de Pakan
Le district de Pakan (malais : Daerah Pakan) est un district administratif de l'État malaisien du Sarawak, qui fait partie de la Division de Sarikei. La capitale du district est dans la ville de Pakan.

### Liens connexes
- Districts de Malaisie